# Ktiš

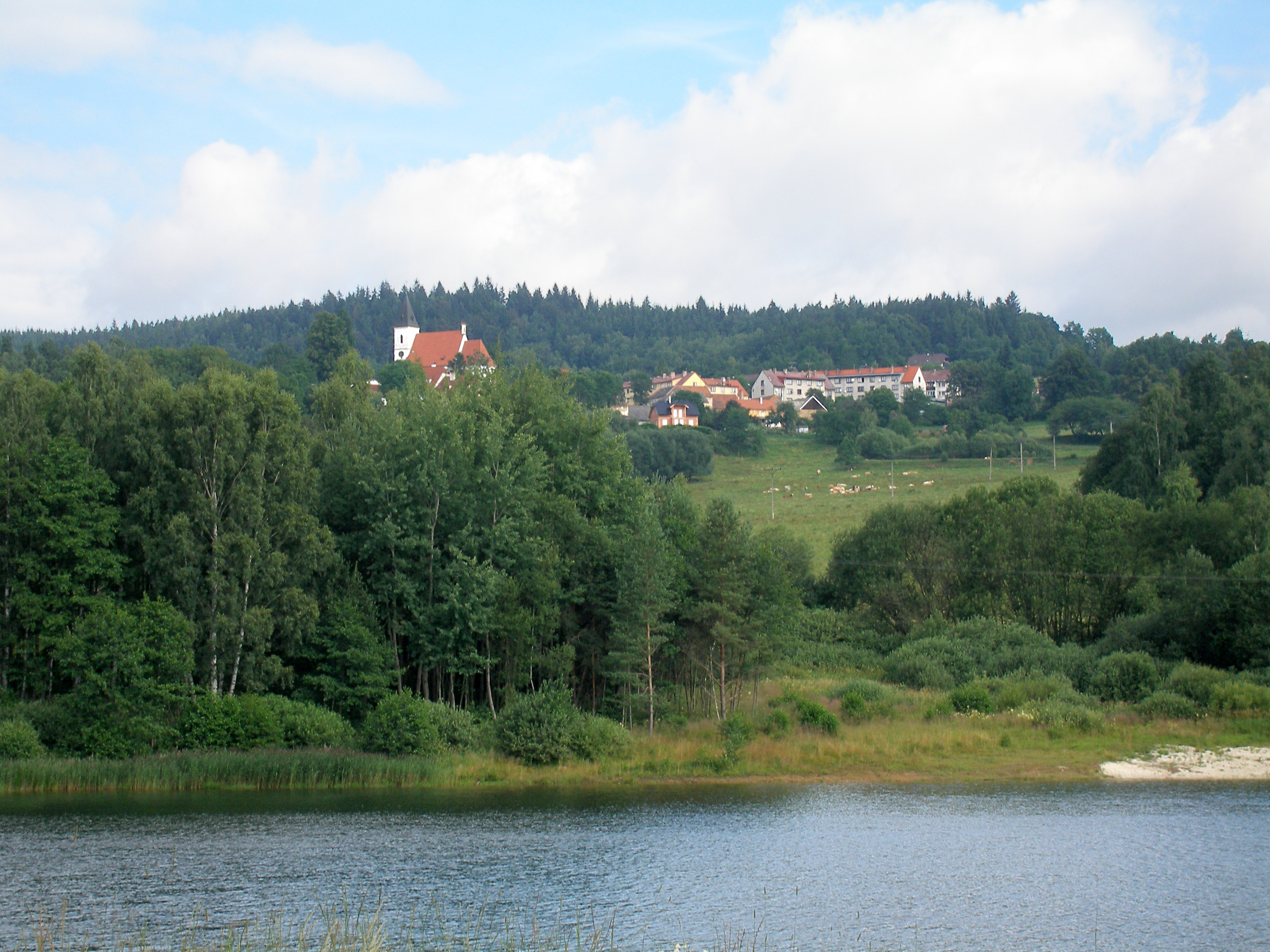
Blick vom Ktišský rybník auf Ktiš

Ktiš (deutsch Tisch) ist eine Gemeinde in Tschechien. Sie liegt 15 Kilometer südöstlich von Prachatice und gehört zum Okres Prachatice.

## Geographie

### Lage
Ktiš befindet sich am Nordrand des Truppenübungsplatzes Boletice im östlichen Böhmerwald am Übergang zum Blanský les. Das Dorf liegt linksseitig über dem Tal des Křemžský potok. Im Südosten erhebt sich der Bulový (952 m); auf dem Militärgelände liegen im Süden der Velký Plešný (1066 m) und im Südwesten der Chlum (1191 m). Nordöstlich liegen die Reste der Burg und des Klosters Kuklov. Südlich liegen auf dem Truppenübungsplatz die Überreste des früheren Ortsteils Sádlno (Zodl).
Nachbarorte sind Příslop im Norden, Smědeč im Nordosten, Kuklov, Brloh und Dobročkov im Osten, Březovík im Südosten, Ktišský Mlýn im Süden, Mackova Lhota und Tisovka im Südwesten, Miletínky im Westen sowie Záhoří im Nordwesten.

### Gemeindegliederung
Die Gemeinde Ktiš besteht aus den Ortsteilen Březovík (Oxbrunn), Dobročkov (Dobrusch), Ktiš (Tisch), Ktiš-Pila, Miletínky (Paulus), Smědeč (Groß Zmietsch), Smědeček (Klein Zmietsch), Tisovka (Neuberg) und Třebovice (Siebitz). Grundsiedlungseinheiten sind Březovík, Dobročkov, Křížovice (Krisowitz), Ktiš, Ktiš-Pila, Miletínky, Smědeč, Smědeček und Tisovka. Auf dem Gebiet der Gemeinde liegen außerdem der Wohnplatz Mackova Lhota (Mosetstift) sowie die aufgelassenen Ortschaften Cibulářova Lhota (Zwiefelhof), Ktiška (Lichteneck), Mýtnice (Mauthäusel), Ostrá Hora (Scharfberg), Rovence (Rubenz), Stará Huť (Althütten), U Jungvírta (Jungwirth) und U Matoušů (Matusch).
Das Gemeindegebiet gliedert sich in die Katastralbezirke Dobročkov, Křížovice u Ktiše, Ktiš und Smědeč.

### Nachbargemeinden
| Chroboly  |                                             | Lhenice         |
| Křišťanov | Kompassrose, die auf Nachbargemeinden zeigt | Brloh pod Kletí |
|           | Boletice                                    | Chvalšiny       |

## Geschichte
Durch das Gemeindegebiet (Ortschaft Dobročkov) führte eine Variante des Linzer Steigs, auf dem das kostbare Salz von Linz über Hohenfurth und Krumau nach Písek und weiter nach Prag transportiert wurde.
Die Existenz der Kirche St. Bartholomäus ist seit 1310 überliefert.
Der Ort Ktiš wurde 1395 auf den Gütern des Klosters Sancta Corona gegründet. Nach der Zerstörung des Klosters durch die Hussiten im Jahre 1420 erhielt Ulrich II. von Rosenberg die gesamten Besitzungen des Klosters von Kaiser Sigismund als Pfandschaft.
Im Jahre 1729 beschwerte sich die Zunft der Gerber und Schuster in Chvalšiny über die Handwerker aus Český Krumlov und Horní Planá, die das Meilenrecht von Chvalšiny verletzten und ihre Waren in Ktiš verkauften. Sie einigten sich dann darauf, dass sich zwei Handwerker aus Chvalšiny an den Kirchtagen in Světlík und in Zátoň beteiligen durften und dafür die Handwerker aus Český Krumlov und Horní Planá immer zu zweit am Palmsonntag in Ktiš und am Kirchtag von St. Thomas teilnehmen durften.

## Sehenswürdigkeiten
- Kirche St. Bartholomäus, seit 1310 belegt, zwischen 1687 und 1690 durch Giovanni Canevala barockisiert.
- die Kapelle Richtung Smědeč
- die Kapelle auf dem Platz
- am Hang von Ktišská steht die Kapelle Dobrá Voda mit einem Kreuzweg